# Алессандро Чиконьїні
Алессандро Чиконьїні (італ. Alessandro Cicognini; нар.26 січня 1906, Пескара, Абруццо, Італія — пом. 9 листопада 1995, Рим, Італія) — італійський композитор, автор музики до понад 100 кінофільмів; був одним з найбільш плідних та впливових кінокомпозиторів, зокрема, відомий своїм значним внеском в неореалістичне кіно.

## Біографія
Алессандро Чиконьїні народився 26 січня 1906 року в місті Пескара, що в регіоні Абруццо, Італія, в родині, що мала к'єтінське походження. Своє дитинство і юність він провів в Франкавілла-аль-Маре, місті, з яким був постійно пов'язаний і після переїзду до Риму. Завдяки музичному таланту, що рано проявився, Алессадро уже з 13 років майстерно грав на фортепіано, через що власники кінотеатрів запрошували його для музичного супроводу німих фільмів.
Після здобуття музичної освіти в Міланській консерваторії, Алессандро Чиконьїні в 1933 році написав оперу Donna lombarda, натхненну популярною народною баладою. З 1936 року працював в кіно. З музики, написаної ним для численних фільмів, найвідоміші пісня-вальс зі стрічки «Романтична пригода» (1940, реж. Маріо Камеріні) та сатирична пісня безхатченків — лейтмотив фільму-казки «Диво в Мілані» (1951, реж. Вітторіо Де Сіка).
Творчість Алессандро Чиконьїні була близькою до напряму неореалізму; він створив музику до класичного фільму Вітторіо Де Сіки «Викрадачі велосипедів» (1948), за що був відзначений премію «Срібна стрічка» Італійського національного синдикату кіножурналістів. Бувши улюбленим композитором В. де Сіки Чиконьїні також написав музику до його фільмів «Шуша» (1946), «Умберто Д.» (1951), «Вокзал Терміні» (1953), «Золото Неаполя» (1954), «Страшний суд» (1961). Співпрацював також з режисерами Алессандро Блазетті, Маріо Камеріні, Маріо Монічеллі, Луїджі Коменчіні та ін.
Алессандро Чиконьїні помер 9 листопада 1995 року в Римі на 90-му році життя.

## Фільмографія
- 1936 : Два сержанти / I due sergenti
- 1937 : Два мізантропи / I due misantropi
- 1938 : Чорний корсар / Il corsaro nero
- 1938 : Етторе Ф'єрамоска / Ettore Fieramosca
- 1939 : Великі універмаги / I grandi magazzini
- 1939 : Сільська честь / Cavalleria rusticana
- 1939 : Пригоди Сальватора Рози / Un'avventura di Salvator Rosa
- 1940 : Сто тисяч доларів / Centomila dollari
- 1940 : Дві матері / Le due madri
- 1940 : Народження Саломеї / La nascita di Salomè
- 1940 : Крім того, кохання / Oltre l'amore
- 1940 : Грішниця / La peccatrice
- 1940 : Романтична пригода / Una romantica avventura
- 1940 : Дон Паскуале / Don Pasquale
- 1940 : Без неба / Senza cielo
- 1941 : Джуліано Медічі / Giuliano de' Medici
- 1941 : Смійся, клоуне!/ Ridi pagliaccio!
- 1941 : Перше кохання / Primo amore
- 1941 : Залізна корона / La corona di ferro
- 1942 : Четверта сторінка / Quarta pagina
- 1942 : Чотири кроки в хмарах / 4 passi fra le nuvole
- 1943 : Жива статуя / La statua vivente
- 1943 : Сумна любов / Tristi amori
- 1945 : Ніхто не повертається назад / Nessuno torna indietro
- 1945 : Вихід Тіті / La resa di Titì
- 1945 : Два анонімні листи / Due lettere anonime
- 1946 : Свій шлях / La sua strada
- 1946 : Шуша / Sciuscià
- 1947 : Злочин / Cronaca nera
- 1947 : Міланський собор / Il duomo di Milano
- 1947 : Останнє кохання / Ultimo amore
- 1947 : Лицар мрії / Il cavaliere del sogno
- 1947 : Пригоди Піноккіо / Le avventure di Pinocchio
- 1948 : Незнайомець в Сан-Марино / Lo sconosciuto di San Marino
- 1948 : Знедолені / Caccia all'uomo
- 1948 : Шторм над Парижем / Tempesta su Parigi
- 1948 : Таємничий лицар / Il cavaliere misterioso
- 1948 : Викрадачі велосипедів / Ladri di biciclette
- 1949 : Крик землі / Il grido della terra
- 1949 : Полум'я не гасне / Fiamma che non si spegne
- 1949 : Граф Уголіно / Il conte Ugolino
- 1949 : Ластівки в польоті / Rondini in volo
- 1950 : Я марю про рай / Ho sognato il paradiso
- 1950 : Нільський яструб / Lo sparviero del Nilo
- 1950 : Завтра буде надто пізно / Domani è troppo tardi
- 1950 : Перше причастя / Prima comunione
- 1950 : Венеційський злодій / l ladro di Venezia
- 1950 : Паоло і Франческа / Paolo e Francesca
- 1951 : Диво в Мілані / Miracolo a Milano
- 1951 : Красива покоївка шукає роботу / Cameriera bella presenza offresi…
- 1951 : Семеро гномів поспішають на допомогу / I sette nani alla riscossa
- 1951 : Дорога закінчується на річці / La strada finisce sul fiume
- 1951 : Поліцейські та злодії / Guardie e ladri
- 1952 : Умберто Д. / Umberto D.
- 1952 : Доброго ранку, слоне / Buongiorno, elefante!
- 1952 : Маленький світ Дона Камілло / Le Petit monde de Don Camillo
- 1952 : Два гроші надії / Due soldi di speranza
- 1952 : Наречена на одну ніч / Moglie per una notte
- 1952 : Колишні часи / Altri tempi
- 1952 : Герої недільного дня / Gli eroi della domenica
- 1952 : Неспокійна плоть / arne inquieta
- 1953 : Вокзал Терміні / Stazione Termini
- 1953 : Повернення Дона Камілло / Le retour de Don Camillo
- 1953 : Ми — жінки / Siamo donne
- 1953 : Хліб, любов і фантазія / Pane, amore e fantasia
- 1954 : Наші часи / Tempi nostri — Zibaldone n. 2
- 1954 : Учитель Дон Жуана / Il maestro di Don Giovanni
- 1954 : Одіссея / Ulisse
- 1954 : Хліб, любов і ревнощі / Pane, amore e gelosia
- 1954 : Золото Неаполя / L'oro di Napoli
- 1954 : Шкода, що ти каналія / Peccato che sia una canaglia
- 1954 : Мистецтво влаштовуватися / L'arte di arrangiarsi
- 1954 : Граціелла / Graziella
- 1954 : Таємниця трьох пелюсток / Il segreto delle tre punte
- 1955 : Останні п'ять хвилин / Gli ultimi cinque minuti
- 1955 : Літня пора / Summertime
- 1955 : Дон Камілло і депутат Пеппоне / Don Camillo e l'on. Peppone
- 1955 : Хліб, любов і... / Pane, amore e…..
- 1955 : Двоєженець / Il bigamo
- 1955 : Люди і капрали / Siamo uomini o caporali
- 1956 : Щастя бути жінкою / La fortuna di essere donna
- 1956 : Дах / Il tetto
- 1956 : Час літніх відпусток / Tempo di villeggiatura
- 1956 : Тото, Пеппіно і правопорушники / Totò, Peppino e i… fuorilegge
- 1956 : Той, що програв, забирає усе / Loser Takes All
- 1956 : Банда чесних / La banda degli onesti
- 1957 : Батьки і сини / Padri e figli
- 1957 : Вікно в Луна-парк / La finestra sul Luna Park
- 1957 : Відпочинок в Іск'я / Vacanze a Ischia
- 1958 : Анна з Брукліна / Anna di Brooklyn
- 1958 : Чорна орхідея / The Black Orchid
- 1958 : Хліб, любов і Андалусія / Pan, amor y Andalucía
- 1960 : Дихання скандалу / A Breath of Scandal
- 1960 : Це почалося в Неаполі / It Started in Naples
- 1961 : Дон Камілло, монсеньйор / Don Camillo monsignore… ma non troppo
- 1961 : Страшний суд / Il giudizio universale
- 1962 : Голуб, який захопив Рим / The Pigeon That Took Rome
- 1965 : Товариш Дон Камілло / Il compagno Don Camillo